# John Childs
John Childs, également connu sous le nom de Bruce Childs, est un tueur à gages et tueur en série britannique de East London condamné en 1979 pour une série de meurtres issus de contrats, bien qu'aucun des corps n'ait été retrouvé. Dans ses meurtres, Terry Pinfold et Harry MacKenney ont été impliqués par ce dernier, bien qu'ils aient été libérés en 2003 après que le juge a considéré que John Childs était un menteur pathologique. John Childs purge actuellement une peine d'emprisonnement à vie. Il est connu comme le tueur à gages le plus prolifique du Royaume-Uni,.

## Enquête et procès
John Childs a avoué avoir commis les meurtres du surintendant en chef Frank Cater en juin 1979, après son arrestation en septembre 1978 pour une série de braquages de banques et de fourgons de sécurité dans le Hertfordshire,. L'enquête a été prise en charge par la police de Waltham Abbey dans l'Essex. John Childs a été reconnu coupable d'avoir commis six meurtres, ceux de Terence "Terry" Eve, de Robert Brown, de George Brett, de Terry Brett, de Frederick "Freddie" Sherwood et de Ronald Andrews, dans une période allant de novembre 1974 à octobre 1978. Leurs dépouilles n'ont pas été retrouvées et aucune arme du crime n'a été découverte,,.
John Childs a été jugé au tribunal Old Bailey, en présence de John Mathew en tant que procureur de la Couronne. Il a été reconnu coupable le 4 décembre 1979 et a été condamné par le juge Lawson à six peines d'emprisonnement à perpétuité,. Childs s'est ensuite tourné vers le Queen's Evidence pour impliquer ses anciens employeurs, les hommes d'affaires d'Essex et les anciens prisonniers Terry Pinfold et Harry "Big H" MacKenney, dans le meurtre de Terence Eve et des autres victimes. Les autres coaccusés étaient Leonard Thompson et Paul Morton-Thurtle. L'ancien prisonnier Terence Eve, devenu fabricant de jouets à Dagenham, a disparu en novembre 1974. Il avait fabriqué des ours en peluche dans la même salle paroissiale reconvertie que Pinfold et MacKenney utilisaient aussi dans le but de fabriquer du matériel de plongée pour leur entreprise. Un transporteur, George Brett, et son fils de 10 ans, Terry, ont également disparu le 4 janvier 1975,.
Un deuxième procès de huit semaines s'est ouvert au tribunal Old Bailey en octobre 1980, après que John Childs se soit retrouvé à l'isolement pour une durée de 15 mois. Le juge chargé du procès était Anthony May, le procureur était David Tudor Price et l'avocat de la défense de MacKenney était Michael Mansfield. John Childs a déclaré au moment du procès que Terence Eve avait été tué pour qu'ils puissent s'emparer de son entreprise et qu'il avait été battu, puis étranglé avant que son corps soit démembré et brûlé. Il a prétendu que les accusés avaient fait semblant d'offrir du travail à Brett pour qu'il vienne à l'usine, et que MacKenney avait tiré sur lui et son fils, avec un pistolet Sten. Childs a déclaré qu'Andrews avait été tué parce que MacKenney avait une liaison avec sa femme; que le propriétaire de la maison de retraite, Frederick Sherwood a été tué à cause d'une dette de 7000 £ et que Robert Brown a été tué parce qu'il savait trop de choses concernant le meurtre d'Eve,. John Childs a déclaré qu'il avait envisagé de tuer MacKenney avec une arbalète parce qu'il avait peur de lui.
La défense a appelé à témoigner deux prisonniers qui ont déclaré que Childs leur avait avoué qu'il avait faussement impliqué MacKenney parce qu'il craignait que sa propre épouse Tina ne soit accusée du meurtre. Pinfold et MacKenney ont été reconnus coupables par le jury le 28 novembre 1980, bien que MacKenney ait été blanchi de toute implication dans le meurtre d'Eve. Les autres accusés, Thompson et Morton-Thurtle, ont été déclarés non coupables. MacKenney a été condamné à la réclusion à perpétuité et a dû être maitrisé par des gardiens lors du prononcé de la sentence. Il a été rapporté par la suite que John Childs avait reçu une condamnation à la prison à vie par au moins un ministre de l'Intérieur après l'introduction du système de fixation des tarifs en 1983, ce qui rend peu probable sa libération un jour,,.

## Revendications de Childs
John Childs a écrit une déclaration en juillet 1986 lorsqu'il était détenu au HMP Winchester, admettant que Pinfold n'avait été « condamné qu'en raison de mon faux témoignage »,.
En 1997, The Sunday People a rapporté que John Childs avait écrit à un correspondant par l'intermédiaire du Prison Reform Trust où il décrivait comment il avait démembré les corps de ses victimes et comment il les avait brûlés sur un tambour de 55 gallons dans son appartement de Poplar. Lorsqu'il était à la prison de Long Lartin, puis à la prison de Frankland, dans le comté de Durham, John Childs a été interviewé par le journal Daily Mirror, qui a rapporté en première page qu'il avait avoué avoir commis cinq autres meurtres,.

## Appel du coaccusé
Pinfold et MacKenney ont tenté de faire appel ce qui s'est avéré être infructueux, confirmant leurs condamnations de 1981 et se sont vu refuser l'autorisation d'interjeter appel à nouveau en 1987. Pinfold a été libéré sous caution en septembre 2001. Après un renvoi par la Commission de révision des affaires criminelles, Pinfold et MacKenney ont vu leurs condamnations annulées par la Cour d'appel en décembre 2003. Lord Harry Woolf, avec les juges Richard Aikens et Nigel Davis, ont conduit à reconnaitre que le témoignage apporté par Childs impliquant Pinfold et MacKenney n'étaient pas fiables du fait que John Child soit reconnu comme mythomane. De plus, le psychiatre médico-légal, David Somekh, a conclu que Childs avait un trouble de la personnalité l'ayant amené à mentir de manière compulsive et que le jury du procès initial n'a pas été informé de cette élément du dossier.
Le récit de John Childs sur les meurtres a changé. L'avocat de Pinfold, Danny Simpson, a déclaré que l'ancien inspecteur-chef James Harrison-Griffiths, lors de l'enquête sur la disparition d'Eve, avait été informé par le commandant Bert Wickstead de la police métropolitaine en 1976 qu'Eve était vivant et vivait dans West London. De plus, John Childs avait précédemment écrit une lettre. qui disait que sa femme lui avait demandé de tuer Eve après l'avoir agressée sexuellement,. L'ancienne épouse de MacKenney, Eileen, a déclaré dans son autobiographie, publiée par Simon & Schuster en 2011, que l'histoire de Childs à propos des meurtres était fausse et qu'il était en réalité originaire du Pays de Galles et qu'il s'appelait Martin Jones; il avait pris le nom de Childs, celui d'un ancien locataire de son appartement.

## Vie privée
John Childs a rejoint l'armée britannique en tant que sapeur, mais a été expulsé après neuf mois pour avoir commis un cambriolage. Les rapports du procès de 1980 indiquaient qu'il collectionnait des armes et des livres de guerre. Childs avait été emprisonné pour avoir volé des motos avant d'être libéré en 1972 et a commencé à travailler pour MacKenney et Pinfold,. Il était marié et père de deux filles, mais sa femme Tina a divorcé en 1982 à la suite de sa condamnation.